# James Marsh Sternberg
James Marsh Sternberg – amerykański brydżysta.
James Marsh Sternberg w latach 2006–2009 był opiekunem (coach-em) amerykańskich drużyn juniorskich.

## Wyniki brydżowe

### Zawody światowe
W światowych zawodach zdobył następujące lokaty:
| Mistrzostwa Świata. Konkurencja teamów | Mistrzostwa Świata. Konkurencja teamów | Mistrzostwa Świata. Konkurencja teamów | Mistrzostwa Świata. Konkurencja teamów | Mistrzostwa Świata. Konkurencja teamów | Mistrzostwa Świata. Konkurencja teamów |
| Rok                                    | Miejsce                                | Zawody                                 | Kategoria                              | Drużyna                                | Pozycja                                |
| -------------------------------------- | -------------------------------------- | -------------------------------------- | -------------------------------------- | -------------------------------------- | -------------------------------------- |
| 2014                                   | Sanya                                  | 14. Seria Mistrzostw Świata            | Seniorzy                               | Sternberg                              | 2                                      |
| 2010                                   | Filadelfia                             | 13. Seria Mistrzostw Świata            | Seniorzy                               | Sternberg                              | 13                                     |
| 2006                                   | Werona                                 | 12. Mistrzostwa Świata                 | Seniorzy                               | Jean-Marsha                            | 4                                      |
| 2002                                   | Montreal                               | 11. Mistrzostwa Świata                 | Seniorzy                               | Sternberg                              | 5                                      |
| 1998                                   | Lille                                  | 10. Mistrzostwa Świata                 | Open                                   | Sternberg                              | 81                                     |
| 1998                                   | Lille                                  | 10. Mistrzostwa Świata                 | Seniorzy                               | Sternberg                              | 12                                     |
| 1994                                   | Albuquerque                            | 9. Mistrzostwa Świata                  | Seniorzy                               | Karani                                 | 16                                     |
| 1994                                   | Albuquerque                            | 9. Mistrzostwa Świata                  | Open                                   | Seamon                                 | 9                                      |

## Klasyfikacja
- James Marsh Sternberg – klasyfikacja WBF (ang.)